# Gouvernement Trygger
Gouvernement du royaume de Suède
Branting II Branting III
Le gouvernement Trygger est à la tête du royaume de Suède pendant un peu plus d'un an, d'avril 1923 à octobre 1924.

## Histoire
Le conservateur Ernst Trygger est chargé par le roi Gustave V de former un gouvernement à la suite de la démission du ministre d'État Hjalmar Branting, le 19 avril 1923. Il reste au pouvoir jusqu'aux élections législatives de l'année suivante, qui se soldent par une victoire des sociaux-démocrates de Branting.

## Composition
- Ministre d'État : Ernst Trygger
- Ministre de la Justice : Birger Ekeberg
- Ministre des Affaires étrangères : Carl Hederstierna jusqu'au 11 novembre 1923, puis Erik Marks von Würtemberg
- Ministre de la Défense : Carl Malmroth
- Ministre des Affaires sociales : Gösta Malm
- Ministre des Communications : Sven Lübeck
- Ministre des Finances : Jakob Beskow
- Ministre des Affaires ecclésiastiques : Sam Clason
- Ministre de l'Agriculture : David Pettersson i Bjälbo
- Ministre du Commerce extérieur : Nils Wohlin
- Ministre sans portefeuille : Bror Hasselrot
- Ministre sans portefeuille : Erik Stridsberg